# Мокану, Александр Александрович
Александр Александрович Мокану (рум. Alexandru Mocanu; 22 октября 1934 года, г. Кишинёв, Королевство Румыния, — 13 июня 2018 года, г. Москва, Российская Федерация) — молдавский государственный и политический деятель.

## Биография
В 1956 году окончил Кишинёвский сельскохозяйственный институт имени М.В. Фрунзе, кандидат экономических наук.
В 1956—1971 гг. — инженер-механик машинно-тракторной станции, ведущий конструктор и начальник отдела СКБ при Кишинёвском тракторном заводе, затем — начальник Головного специализированного конструкторского бюро Министерства сельскохозяйственного машиностроения СССР.
1971—1977 — председатель Ленинского райисполкома, первый заместитель председателя Кишиневского горисполкома
1977—1985 — первый секретарь Рыбницкого райкома, первый секретарь Тираспольского горкома Компартии Молдавии
С 29 марта по 24 декабря 1985 года — Министр жилищно-коммунального хозяйства Молдавской ССР
С 24 декабря 1985 года по 29 июля 1989 года — Председатель Президиума Верховного Совета Молдавской ССР, заместитель председателя Президиума Верховного Совета СССР.
В 1986—1990 гг. — член Центральной ревизионной комиссии КПСС (избран XXVII съездом)
Похоронен в колумбарии Ваганьковского кладбища.